# 프라타디프린치파토울트라
프라타디프린치파토울트라(이탈리아어: Prata di Principato Ultra)는 이탈리아 캄파니아주 아벨리노도의 코무네다.